# Distrito electoral de Elk (condado de Nuckolls, Nebraska)
Elk (en inglés: Elk Precinct) es un distrito electoral ubicado en el condado de Nuckolls en el estado estadounidense de Nebraska. En el Censo de 2010 tenía una población de 325 habitantes y una densidad poblacional de 1,16 personas por km².

## Geografía
Elk se encuentra ubicado en las coordenadas 40°16′15″N 97°54′22″O / 40.27083, -97.90611. Según la Oficina del Censo de los Estados Unidos, Elk tiene una superficie total de 280.35 km², de la cual 280.06 km² corresponden a tierra firme y (0.1%) 0.29 km² es agua.

## Demografía
Según el censo de 2010, había 325 personas residiendo en Elk. La densidad de población era de 1,16 hab./km². De los 325 habitantes, Elk estaba compuesto por el 98.77% blancos, el 0.31% eran afroamericanos, el 0.31% eran asiáticos y el 0.62% pertenecían a dos o más razas. Del total de la población el 3.69% eran hispanos o latinos de cualquier raza.